# Liste der Bischöfe von Ajaccio
Die folgenden Personen waren Bischöfe von Ajaccio (Korsika, seit 1768 Frankreich):
- 217: Parthee (oder Parthenopee) (Bischof von Korsika) † 225
- 591: Leo (Bischof von Korsika)
- 649: Benedikt (Benedictus)
- 708: Timoteo (Bischof von Ajaccio oder von Aleria)
- 900–909: Nicolao I. (Nikolaus)
- 930–936: Ricobonus
- 1073: Landolphe (Bischof von Korsika)
- 1085: Gerardo (Bischof von Korsika)
- 1179: Johannes
- 1226: Giulielmus
- 1239: Hildebrando
- 1309–1322: Almerico (Aimericus)
- 1322–1328: Vitalis Gracchi
- 1328: Nicolao II. (Nikolaus)
- 1342–1345: Manfredus
- 1345–1348: Bernardo (Bernardus)
- 1348–1351: Filippo (Filippus)
- 1351–1363: Vincente (Vincentius)
- 1363: Hieronimu
- 1369: Simon (Gabriele da Montalcino)
- 1401–1411: Pietro (Petrus)
- 1411: Marco (Markus)
- 1420–1422: Paulo Alberti
- 1422–1427: Andrea Destabar
- 1429–1438: Lucas de Offida
- 1438: Valeriano de Calderinis
- 1438–1441: Rafael Spinola
- 1441: Albertinu
- 1442–1457: Ranuccio Spinola
- 1457–1477: Deodato Bocconi
- 1459: Gabriele Lucciardo de Franchi (Bischof von Korsika)
- 1477–1480: Paolo de Bonifaci
- 1480–1481: Gabriele de Franqui
- 1481: Nicollo Campi
- 1482–1492: Giacomo de Marco
- 1493: Paolo da Campofregoso (Bischof von Korsika)
- 1498–1518: Filippo Pallavicini
- 1518–1539: Giacomo Pallavicini
- 1539: Leonardo Tornabuono
- 1540–1548: Alessandro Guidiccioni
- 1548–1578: Giovan Battista Bernardi
- 1579–1582: Cristoforo Guidiccioni
- 1582–1588: Giuseppe Mascardi
- 1589–1616: Giulio Giustiniani
- 1616–1627: Fabiano Giustiniani
- 1627–1651: Ottavio Rivarola
- 1651–1655: Kardinal Giovanni Stefano Donghi (dann Bischof von Imola, später Bischof von Ferrara)
- 1655–1657: Siro Strasserra
- 1657–1685: Giovanni Gregorio Ardizzone
- 1686–1694: Giovanni Paolo d’Invrea
- 1694: Giovan Battista Gentile
- 1694–1697: Francesco Maria Sacco
- 1697–1715: Pietro Spinola
- 1715–1722: Agostino Spinola
- 1723–1741: Carlo Maria Lomellino
- 1741–1759: Bernardino Centurione
- 1759–1794: Benedetto Andrea Doria
- 1791–1794: Ignazio Francesco Guasco
- 1802–1831: Louis Sébastiani (de La Porta)
- 1833–1869: Toussaint Casanelli d’Istria
- 1869–1870: Pierre-Paul de Cuttoli
- 1872–1877: François-André-Xavier de Gaffory
- 1877–1899: Paul-Matthieu de La Foata
- 1899–1903: Louis Olivieri
- 1906 bis 21. März 1906: Marie-Joseph Ollivier
- 1906–1916: Jean-Baptiste Desanti
- 1916–1926: Auguste-Joseph-Marie Simeone (auch Bischof von Fréjus)
- 1927–1938: Jean-Marie-Marcel Rodié (auch Bischof von Agen)
- 1938–1966: Jean-Baptiste-Adrien Llosa
- 1966–1972: André Charles Collini (auch Koadjutorerzbischof von Toulouse)
- 1974–1986: Jean-Charles Thomas (auch Koadjutorbischof von Versailles)
- 1987–1995: Sauveur Casanova
- 1995–2003: André Jean René Lacrampe (danach Erzbischof von Besançon)
- 2004–2011: Jean-Luc Brunin
- 2012–2020: Olivier de Germay
- seit 2021: François-Xavier Kardinal Bustillo OFMConv